# Adrien Petit
Adrien Petit (Arràs, Pas de Calais, 26 de setembre de 1991) és un ciclista francès professional des del 2011. Actualment corre a l'equip Intermarché-Wanty-Gobert Matériaux.

## Palmarès
- 2008
  - Vencedor d'una etapa del Keizer der Juniores
- 2009
  - Vencedor d'una etapa de l'Essor breton
- 2010
  - 1r a la Bordeus-Saintes
  - Vencedor d'una etapa del Tour de Normandia
  - Vencedor d'una etapa del Boucle de l'Artois
  - Vencedor de 2 etapes del Tour d'Eure-et-Loir
- 2013
  - Vencedor d'una etapa de la Tropicale Amissa Bongo
- 2014
  - 1r a la Tro Bro Leon
- 2015
  - Vencedor d'una etapa a la Volta a Luxemburg
- 2016
  - 1r a la Tropicale Amissa Bongo i vencedor de 3 etapes
- 2017
  - 1r al Gran Premi del Somme
  - Vencedor d'una etapa als Quatre dies de Dunkerque
- 2018
  - 1r a la París-Troyes

### Resultats a la Volta a Espanya
- 2013. 130è de la classificació general

### Resultats al Tour de França
- 2014. 156è de la classificació general
- 2016. 164è de la classificació general
- 2017. 126è de la classificació general
- 2022. 111è de la classificació general
- 2023. 143è de la classificació general